# Прометей-вогненосець
«Прометей-вогненосець» (дав.-гр. Προμηθεὺς Πυρφόρος) — трагедія давньогрецького драматурга Есхіла (перша половина V століття до н. е.), заключна частина трилогії, присвяченої міфу про Прометея. Її текст майже повністю втрачено.

## Сюжет

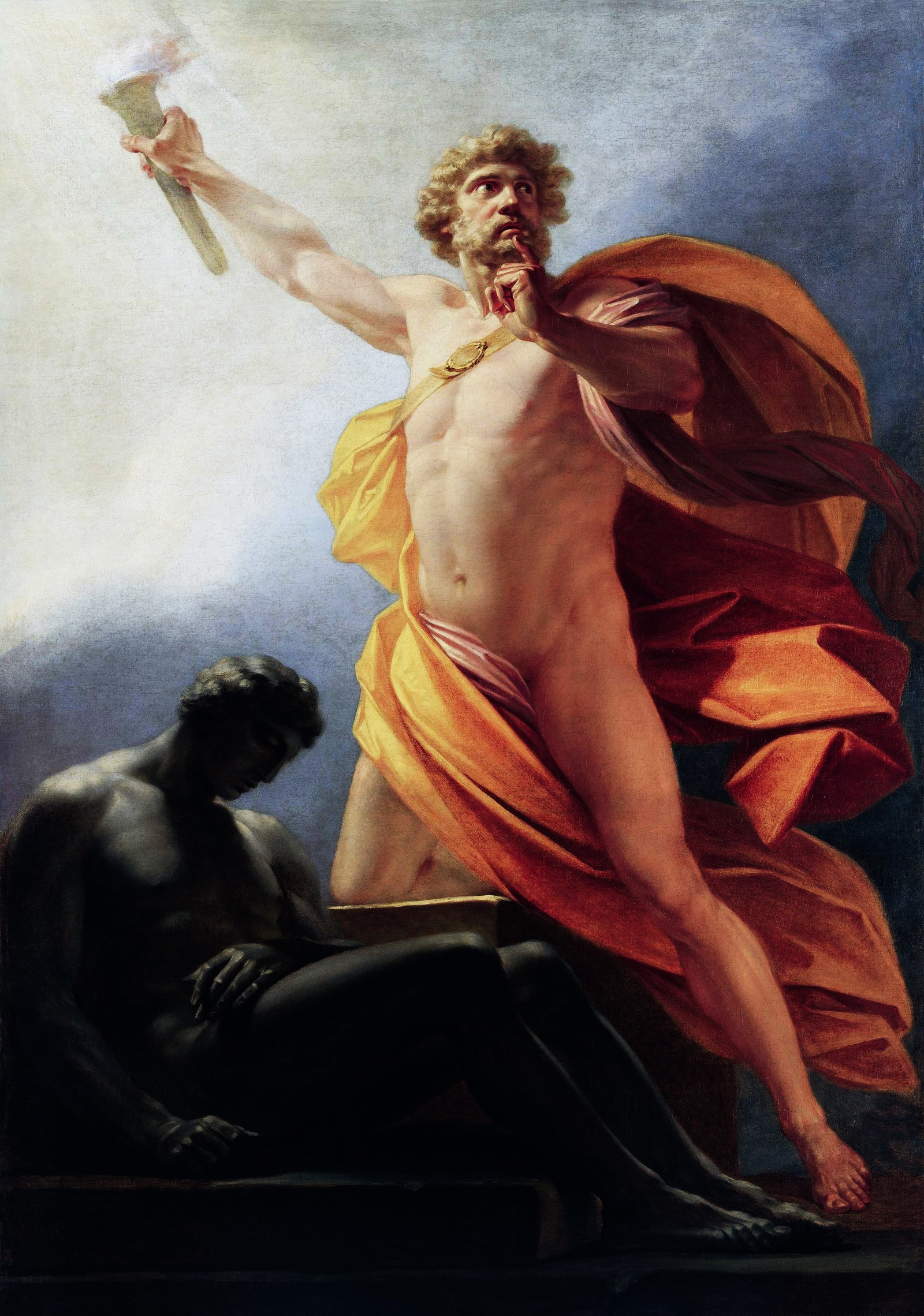
Прометей несе вогонь людям. Картина Генріха Фюґера

«Прометей-вогненосець» став третьою частиною драматичного циклу про викрадення Прометеєм вогню для людей. У першій частині, «Прометей закутий», великого героя прибивають до скелі за наказом Зевса. У другій, «Прометей звільнений», він отримує свободу. Про зміст «Прометея-вогненосця» достовірно нічого не відомо. За однією версією, мова там йшла про викрадення вогню, за іншою — про започаткування в Афінах культового свята Прометії, під час якого бігуни зі смолоскипами долали дистанцію від гаю Академа до Керамікоса і заново запалювали вогонь у всіх печах.
Деякі антикознавці вважають, що в обох версіях сюжету немає матеріалу для цілої трагедії. Вони відстоюють гіпотезу про те, що п'єси під назвою «Прометей-вогненосець» ніколи не було: укладачі каталогу мали на увазі сатирівську драму «Прометей-вогнєзапалювач».

## Доля п'єси
Текст «Прометея-вогненосця» втрачено майже повністю. Зберігся лише один короткий фрагмент — рядок «Мовчи, де треба і говорити по суті», у якому, можливо, йдеться про пророцтві Прометея, зверненому Зевсу. Титан розповів, що син коханої Зевса Фетіди стане сильнішим за свого батька; це змусило бога поступитися Фетідою смертному.
Існує ще один фрагмент, більш об'ємний, який може бути частиною тексту «Прометея-вогненосця» або сатирівської драми «Прометей-вогнєзапалювач». У цьому фрагменті хор славить великого героя. Деякі антикознавці вважають, що хор складається з сатирів, і в цьому випадку фрагмент повинен бути частиною «Прометея-вогнєзапалювача».